# Ла-Пас (департамент Сальвадору)
Ла-Пас (ісп. La Paz) — один з 14 департаментів Сальвадору. Знаходиться в центральній частині країни. Межує з департаментами Сан-Вісенте, Кускатлан, Сан-Сальвадор та Ла-Лібертад. З півдня омивається Тихим океаном. Адміністративний центр — місто Сакатеколука.
Утворений в 1852 році. Площа — 1224 км². Населення — 308 087 чол. (2007).

## Муніципалітети
1. Верапас
2. Куїултитан
3. Мерседес-ла-Сеїба
4. Олокуїлта
5. Параїсо-де-Осоріо
6. Сакатеколука
7. Сан-Антоніо-Масауат
8. Сан-Емігдіо
9. Сан-Луїс-Ла-Еррадура
10. Сан-Луїс-Тальпа
11. Сан-Мігель-Тепезонтес
12. Сан-Педро-Масауат
13. Сан-Педро-Нонуалько
14. Сан-Рафаел-Обрахуело
15. Сан-Франсиско-Чинамека
16. Сан-Хуан-Нонуалько
17. Сан-Хуан-Тальпа
18. Сан-Хуан-Тепезонтес
19. Санта-Марія-Остума
20. Сантьяго-Нонуалько
21. Тапальуака
22. Херусален
23. Ель-Росаріо

## Галерея

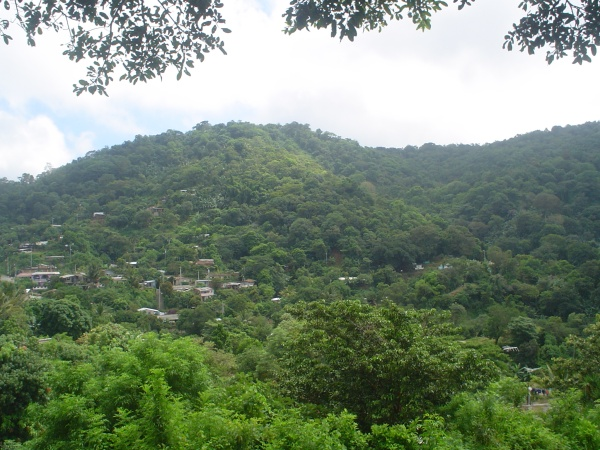
Сан-Франциско Чинамека
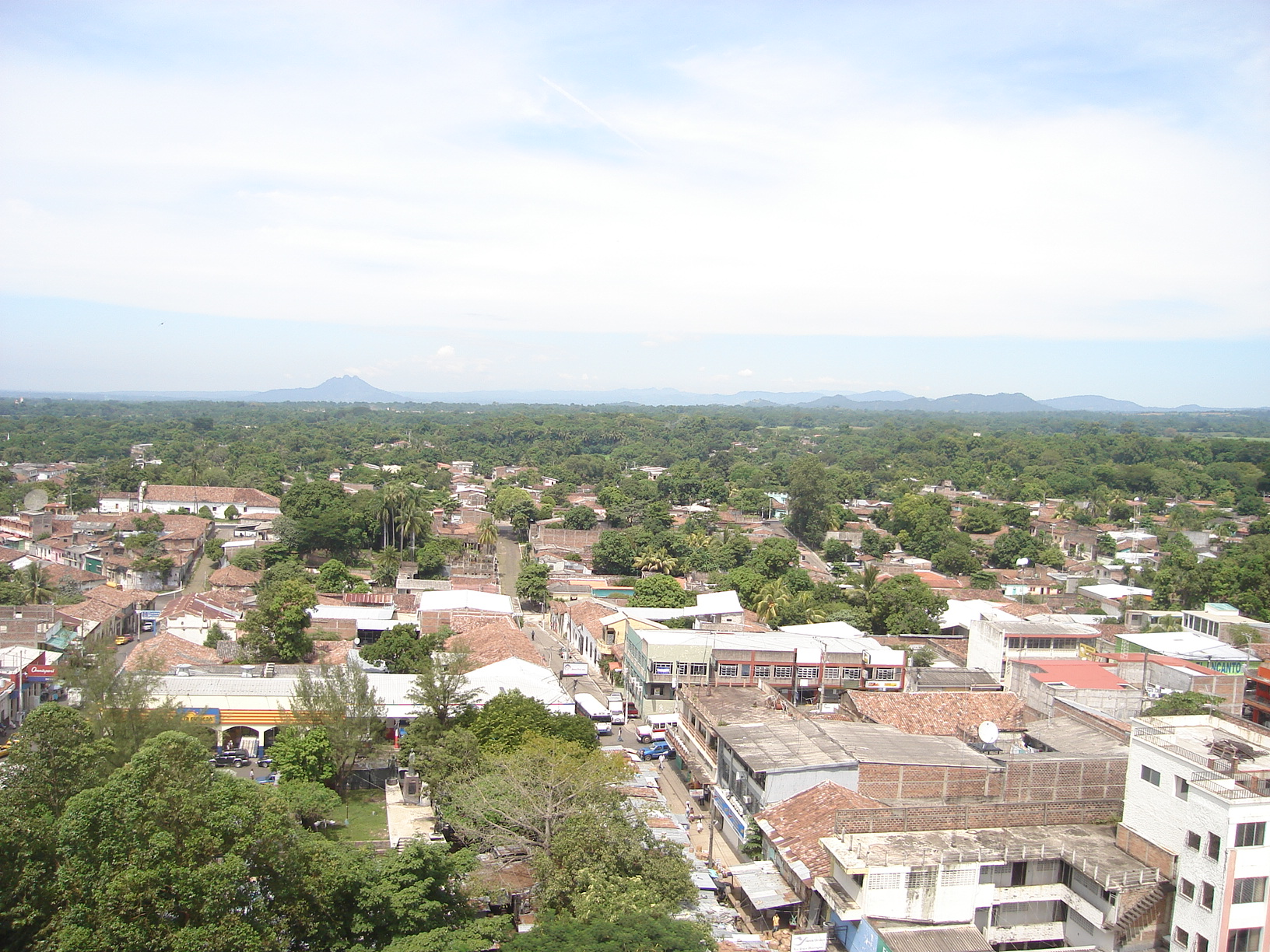
Сакатеколука